# Botanique horticole
La  botanique horticole est le domaine d'étude des plantes cultivées, notamment des plantes ornementales.

## Botanistes horticoles
Les botanistes horticoles professionnels sont employés par les jardins botaniques, les grandes pépinières, les départements universitaires, et les agences gouvernementales. Les activités varient selon les objectifs de la mission et les priorités des institutions. 
Elles peuvent inclure :
- la recherche de nouvelles plantes cultivables (chasse aux plantes) ;
- la communication et le conseil envers le grand public sur les questions concernant la classification et la nomenclature botanique des plantes cultivées ;
- la poursuite de recherches originales sur ces sujets :
  - en décrivant les plantes cultivées, et leur histoire dans des régions particulières, dans des flores horticoles,
  - en enregistrant de nouvelles introductions de plantes ;
- la maintenance de bases de données de plantes cultivées ;
- la conservation d'herbiers horticoles , y compris les collections de spécimens desséchés et d'images ;
- des contributions au Code international de nomenclature des plantes cultivées.

## Taxinomie des plantes cultivées
La préoccupation principale des botanistes horticoles a été la taxinomie des plantes cultivées. Cette préoccupation est soutenue désormais par l'Association internationale de taxinomie des plantes cultivées, créée en 2007.